# Guiro
Guiro, guira, guero – instrument perkusyjny używany w muzyce latynoamerykańskiej.
Jest pochodzenia indiańskiego. Zbudowany z wysuszonego owocu tykwy, na powierzchni którego wyżłobiono poprzeczne rowki. Dźwięki były wydobywane za pomocą stalowego pręta pocieranego o wyżłobienia w kształcie tarki. Obecnie instrument ten wyrabia się z różnych materiałów (np. z plastiku, z metalu, z włókien szklanych, z kości, również z tworzywa ceramicznego.